# Tom Kempinski
Thomas Michael John Kempinski (* 24. März 1938 in London, Großbritannien; † 2. August 2023) war ein britischer Dramatiker und Filmschauspieler.

## Leben
Thomas „Tom“ Kempinski entstammte der Hotelier-Familie Kempinski. Sein Vater, der deutsche Schauspieler Gerhard Kempinski, und seine Mutter Melanie Rahmer waren nach Großbritannien ausgewandert. Er war der Enkel des deutschen Kleist-Forschers und Schriftstellers Sigismund Rahmer.
Als Theaterschauspieler spielte er zunächst am Old Vic Theatre. Er verfasste auch etwa 50 Theaterstücke. Sein Stück Duett für eine Stimme wurde 1982 von Werner Obermeit an der Freien Volksbühne Berlin inszeniert. Kempinski lebte mit seiner Familie in London.
Tom Kempinski starb am 2. August 2023 im Alter von 85 Jahren.

## Filmografie (Auswahl)
- 1962: Sir Francis Drake (Fernsehserie, 1 Folge)
- 1962: Sie sind verdammt (The Damned)
- 1963–1972: Task Force Police (Fernsehserie, 2 Folgen)
- 1965: Othello
- 1967 Der Fremde im Haus (Stranger in the House)
- 1967: Callan (Fernsehserie, 1 Folge)
- 1967: Flüsternde Wände (The Whisperers)
- 1968: Mit Schirm, Charme und Melone (The Avengers, Fernsehserie, 1 Folge)
- 1969: Banditen auf dem Mond (Moon Zero Two)
- 1970: Ausbruch der 28 (The McKenzie Break)
- 1973: Task Force Police (Softly Softly Task Force, Fernsehserie, 1 Folge)
- 1986: Duet for One

## Theaterstücke (Auswahl)
- The ballad of Robin Hood, 1973
- Duet for One (dt. Duett für eine Stimme), 1980
- Dreyfus, 1982
- Life of Karl Marx, 1984
- Heinrich Heine vs. Nikolay Gogol, 1997
- Family, 2001
- Chatterton, 2001